# 相鉄ED10形電気機関車
ED10形は、かつて相模鉄道に在籍していた直流用電気機関車である。

## 概要

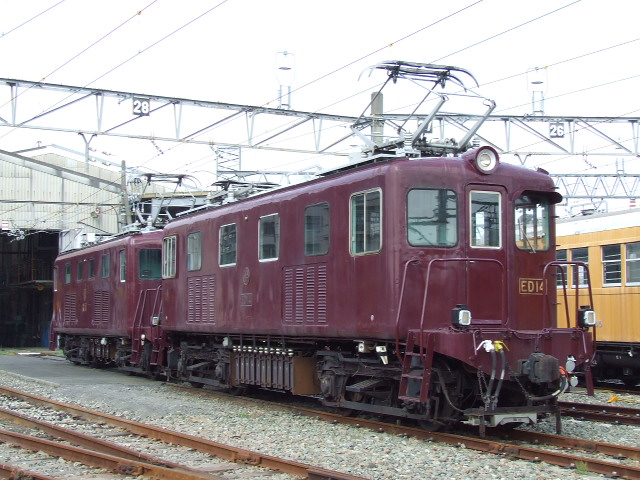
ED10形13・14号

貨物列車牽引に使用されていたモワ1形電動貨車を本来の旅客電車に復元し、その後継車として1952年（昭和27年）にED11が東洋電機製造によって製造された。その後1953年（昭和28年）にED12が、1954年（昭和29年）にED13が、1965年（昭和40年）にED14が製造された。
なお、書類上はED14のみ東洋工機製である。
外観は箱型のデッキ付きの新製された車体だが、台車や主電動機は電車の部品が流用された。4両とも車体は基本的に同じスタイルだが、製造時期によって運転席窓、側窓、通風口などに違いがみられる。ED11・ED12の二両は、いわゆる「東洋電機スタイル」と称される同社の私鉄向け電気機関車の元祖とも言われる。ED13までは落成時点での塗装が灰色であった。
なお、ED11は瀬谷駅構内における列車衝突事故により中破している。
最盛期はセメント、砂利、一般雑貨輸送の他に在日米軍の燃料輸送などもあったが、1970年代後半から順次廃止が進み、1986年（昭和61年）にセメント輸送が廃止されてからは燃料輸送のみとなった。老朽化に伴うオーバーホールまたは新車の購入が必要になり、その費用が見合わず燃料輸送はタンクローリーによる道路輸送に転換したため、1998年（平成10年）9月30日限りで米軍基地への燃料輸送が休止され、貨物輸送の運用はなくなった。その後、工事列車や新規製造車両の車両基地への回送に使用されたが、モヤ700形の登場に伴い、2007年（平成19年）に全車が廃車された。その4両の内、最初期に登場したED11（1952年製造）の1両がかしわ台車両センター（神奈川県海老名市柏ケ谷）で静態保存されることになり、他の3両は同年1月17日と18日に、同センターより業者へ陸送された後に解体処分された。
神奈川新聞によると、今後保存車のED11は見学用などに利用されるとのことで、2007年9月に同センターにて再塗装も含めた修繕が行われている。

## 主要諸元
- 全長：13,000 mm
- 全幅：2,440 mm
- 全高：4,190 mm
- 運転整備重量：45.0 t
- 電気方式：直流1,500 V（架空電車線方式）
- 軸配置：B-B
- 台車形式：DT13
- 主電動機：MT30形(128 kW)×4基（ED14はMT40）
  - 歯車比：20:69＝1:3.45
  - 1時間定格出力：512 kW
  - 1時間定格引張力：5,000 kg
  - 1時間定格速度：36.5 km/h
- 動力伝達方式：歯車1段減速、吊り掛け式
- 制御方式：重連総括制御、抵抗制御、直並列2段組み合わせ制御
- 制御装置：電動カム軸接触器式
- ブレーキ方式：EL14A空気ブレーキ、手動ブレーキ